# Plinius’ Liste der altgriechischen Malerinnen
Plinius überlieferte in seiner Naturalis Historia eine Liste der sechs besten Malerinnen des antiken Griechenlands. Die Liste ist in einer von Plinius geschaffenen, subjektiven Reihenfolge aufgestellt, die zugleich eine qualitative Abstufung innerhalb dieser Gruppe darstellen soll:
- Timarete
- Eirene
- Kalypso
- Aristarete
- Iaia
- Olympias